# Bakırçay
Pour les articles homonymes, voir Caïque.
Le Bakırçay (« rivière du cuivre » en turc), appelé Caïque dans l'Antiquité (du grec ancien Καικός / Kaikós ; en latin Caicus ou Caecus)  est un fleuve de Turquie qui prend sa source dans la plaine de Kırkağaç à l'est du mont Temnos dans la province de Manisa. 

## Mythologie
D'après Plutarque, le fleuve s'est d'abord appelé Adoure (en grec Ἄδουρος / Ádouros). Astrée (en grec Ἀστραῖος / Astraîos), un fils de Poséidon, viole (sa sœur d'après Plutarque) Alcippe sans la reconnaître. Il s'aperçoit de sa faute le lendemain et se jette dans le fleuve Adoure qui prend alors le nom d'Astrée. Ensuite Caïque (en grec Καικός / Kaikós) fils d'Hermès et de la nymphe Ocyrhoé commet un meurtre. Pour échapper à la vengeance de la famille de la victime il se jette à son tour dans le fleuve qui porte depuis le nom de Caïque. 
Le Caïque fait partie des dieux-fleuves, fils de Téthys et d'Océan que Hésiode cite dans sa Théogonie :
« Τηθὺς δ᾽ Ὠκεανῷ Ποταμοὺς τέκε δινήεντας,
Νεῖλόν τ᾽ Ἀλφειόν τε καὶ Ἠριδανὸν βαθυδίνην
Στρυμόνα Μαίανδρόν τε καὶ Ἴστρον καλλιρέεθρον
Φᾶσίν τε Ῥῆσόν τ᾽ Ἀχελώιόν τ᾽ ἀργυροδίνην340
Νέσσον τε Ῥοδίον θ᾽ Ἁλιάκμονά θ᾽ Ἑπτάπορόν τε
Γρήνικόν τε καὶ Αἴσηπον θεῖόν τε Σιμοῦντα
Πηνειόν τε καὶ Ἕρμον ἐυῤῥείτην τε Κάικον
Σαγγάριόν τε μέγαν Λάδωνά τε Παρθένιόν τε
Εὔηνόν τε καὶ Ἄρδησκον θεῖόν τε Σκάμανδρον. »
— Hésiode, Théogonie, v. 337-349, traduction d'Anne Bignan

« Téthys donna à l’Océan des Fleuves au cours sinueux, le Nil, l’Alphée, l’Éridan aux gouffres profonds, le Strymon, le Méandre, l’Ister aux belles eaux, le Phase, le Rhésus, l’Achéloüs aux flots argentés, le Nessus, le Rhodius, l’Haliacmon, l’Heptapore, le Granique, l’Ésépus, le divin Simoïs, le Pénée, l’Hermus, le Caïque aux ondes gracieuses, le large Sangarius, le Ladon, le Parthénius, l’Événus, l’Ardesque et le divin Scamandre. »
Les deux Caïque, celui de Plutarque et celui de Hésiode donnent leur nom au fleuve. Ils ne peuvent être que deux individus distincts.

## Géographie
Strabon (fin de Ier siècle av. J.-C., début du Ier siècle) situe les sources du Caïque dans la plaine d'Apia, actuellement la plaine de Kırkağaç (en turc : Kırkağaç Ovası), à 4 km dans la plaine, au sud-est de Kırkağaç se trouve la ville Bakır (en turc : cuivre) qui donne son nom actuel à la rivière. Strabon parle ensuite d'une rivière appelée Mysius « qui se jette dans le Caïque immédiatement au-dessous des sources de celui-ci. ». Cette rivière Mysius est l'actuelle Koca Çayı/Gelenbe Çayı. Cet affluent a sa source dans les montagnes à l'est de la plaine, et d'aucuns en déduisent que c'est le cours supérieur du Caïque.
La plaine de Kırkağaç est réputée depuis l'antiquité pour sa fertilité. Elle est connue actuellement pour ses melons (en turc : Kırkağaç kavunu).

## Archéologie
Le village de Bostancı, à 16 km à l'est-nord-est de Kırkağaç, est aussi connu sous le nom de Yortan, qui a donné le nom de « culture de Yortan » (IIIe millénaire av. J.-C.) à un style de céramique. On y a trouvé des sépultures datant de cette époque. Le site fut endommagé par les découvreurs du site, en 1900/1901.